# Légende de Muhlenberg
Pour les articles homonymes, voir Muhlenberg.

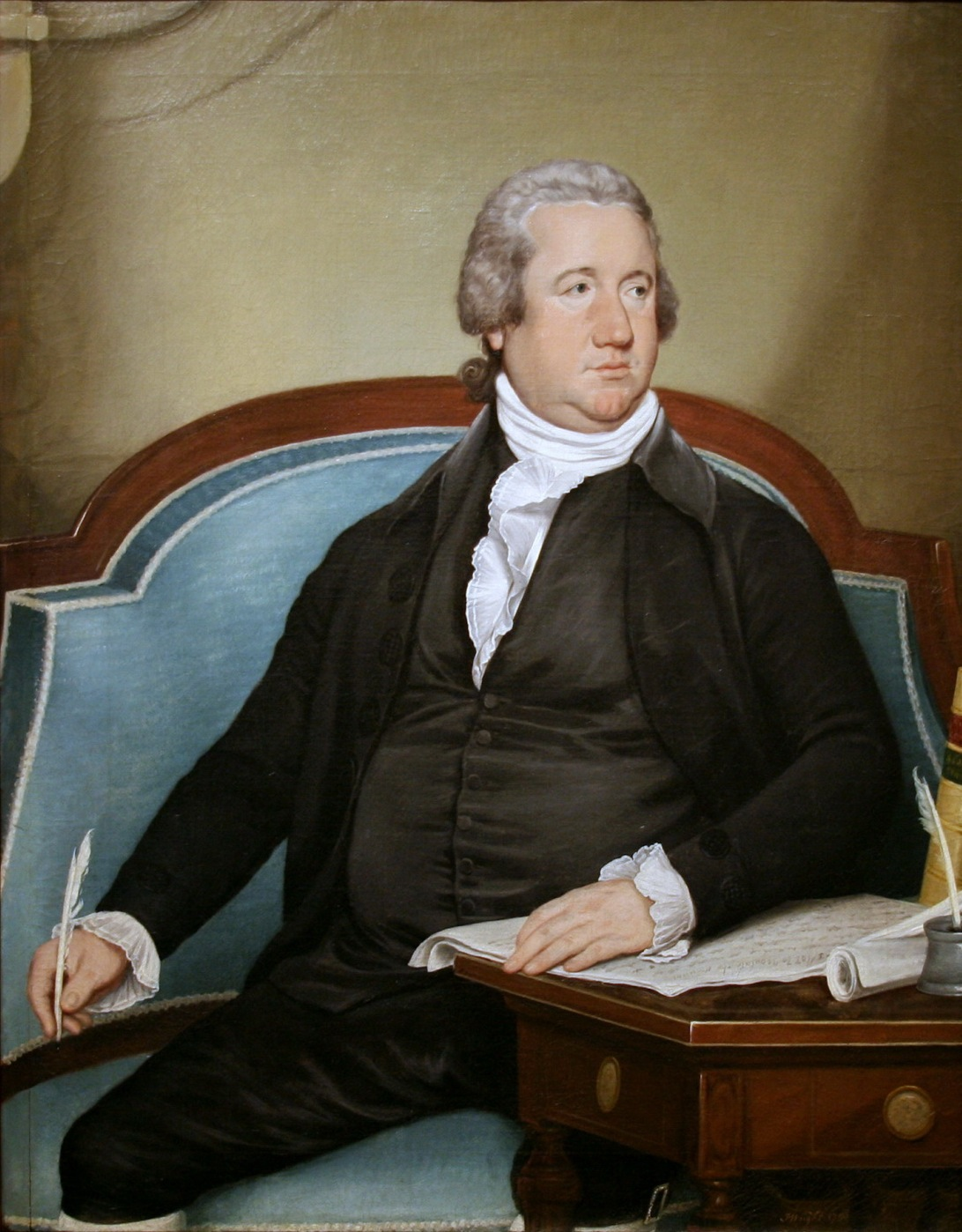
Frederick Muhlenberg de Pennsylvanie, a été élu premier président de la Chambre des représentants des États-Unis.

La Légende de Muhlenberg est une légende urbaine qui a principalement cours aux États-Unis et en Allemagne. Selon cette légende, Frederick Muhlenberg, le premier président de la Chambre des représentants des États-Unis de l'histoire, empêcha l'allemand de devenir la langue officielle des États-Unis.
L'origine de la légende est un vote de Chambre des représentants en 1794, survenu après qu'un groupe d'immigrés allemands a demandé à faire traduire quelques lois en allemand. La pétition fut rejetée par 42 voix contre 41 vote tandis que Muhlenberg déclara plus tard « Plus vite les Allemands deviendront Américains, mieux ce sera. »
Les États-Unis n'ont pas de langue officielle statutaire et l'anglais y est utilisé de facto à cet usage. Certains États fédérés ont passé leurs propres lois quant à leur langue officielle.
Une légende similaire existe avec le néerlandais à la place de l'allemand.